# Adnkronos

Logo d'Adnkronos.

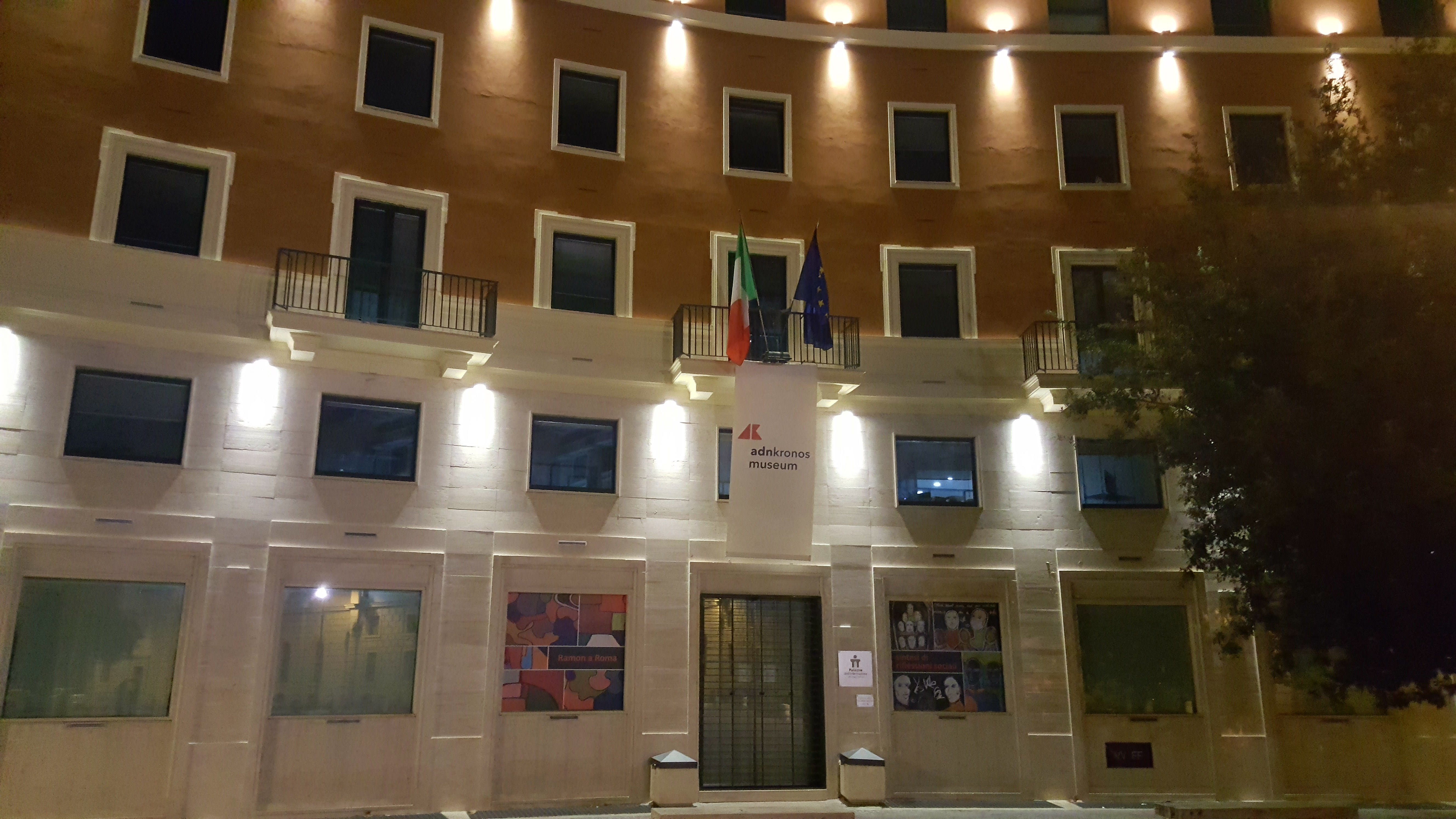
Siège social d'Adnkronos à Rome en 2016.

Adnkronos est une agence de presse italienne créée en 1963, par la fusion de Kronos (fondée en 1951) et Agenzia Di Notizie (née en 1959).
Adnkronos est la propriété du groupe Giuseppe Marra Communications et son éditeur-en-chef est Giuseppe Marra.
En 2003, Adnkronos s'est dotée d'une branche internationale, Adnkronos International, qui fournit des informations en anglais et en arabe. Le groupe possède également une branche spécialisée dans la santé Adnkronos Salute.